# 阿里什
阿里什位于埃及东部西奈半岛地中海畔，是北西奈省的首府。